# Helga van Beuningen
Helga van Beuningen (* 24. Juli 1945 in Obergünzburg) ist eine deutsche Übersetzerin.

## Leben
Helga van Beuningen absolvierte ein Studium der Englischen
und Niederländischen Sprache an der Universität Heidelberg, das sie mit dem Übersetzer-Diplom abschloss. Anschließend unterrichtete sie fünfzehn Jahre lang Niederländisch an der Universität Heidelberg. Seit 1984 ist sie als freie Übersetzerin in Bad Segeberg ansässig.
Helga van Beuningen ist eine der produktivsten Übersetzerinnen niederländischer Sachbücher und Belletristik der Gegenwart ins Deutsche; zu den von ihr übertragenen Autoren gehören Cees Nooteboom, Adrianus F. Th. van der Heijden und Margriet de Moor. 
Helga van Beuningen ist Mitglied im Verband deutschsprachiger Übersetzer literarischer und wissenschaftlicher Werke.

## Preise und Auszeichnungen
- 1992: Niederländischer Martinus-Nijhoff-Preis für Übersetzer
- 1992: Kunstpreis des Landes Schleswig-Holstein
- 2004: Helmut-M.-Braem-Preis
- 2004: Else-Otten-Preis
- 2021: Straelener Übersetzerpreis der Kunststiftung NRW für ihre Übersetzung aus dem Niederländischen von Marieke Lucas Rijnevelds Roman Was man sät sowie für ihr übersetzerisches Lebenswerk

## Übersetzungen (Auswahl)
- Ad Dekkers. Baden-Baden 1982.
- Jan C. Brokken: Das Feininger-Projekt. Frankfurt am Main 2012.
- Hermine de Graaf: Stella Klein. Frankfurt am Main 1993.
- Adrianus F. Th. van der Heijden: Die Schlacht um die Blaubrücke. Frankfurt am Main 2001.
- Carel ter Haar, Edward van Voolen (Hrsg.): Jüdisches Städtebild Amsterdam. Frankfurt am Main 1993 ISBN 3-633-54080-6
- Anja Meulenbelt: Bewunderung. Reinbek 1988
- Marcel Möring: Eine Frau. München 2009
- Marente de Moor: Die niederländische Jungfrau. Berlin 2011
- Margriet de Moor: Der Maler und das Mädchen. München 2011 ISBN 978-3-446-23638-7
- Margriet de Moor: Herzog von Ägypten. München 1997
- Margriet de Moor: Melodie d’amour, Roman, Hanser, München 2014, ISBN 978-3-446-24478-8.
- Margriet de Moor: Schlaflose Nacht. Hanser, München 2016, ISBN 978-3-446-25280-6
- Margriet de Moor: Von Vögeln und Menschen. Hanser, München 2018, ISBN 978-3-446-25819-8
- Cees Nooteboom: Absinth und Ambre Solaire. Hamburg 2000
- Cees Nooteboom: Im Frühling der Tau. Frankfurt am Main 1995
- Willem Jan Otten: Specht und Sohn. Frankfurt am Main 2006
- Maya Rasker: In der Nähe des Meeres. München 2006
- Marieke Lucas Rijneveld: Was man sät. Berlin 2019
- Marieke Lucas Rijneveld: Mein kleines Prachttier. Berlin 2021
- Thomas Rosenboom: Eine teure Freundschaft. Frankfurt am Main 1991
- Renate Rubinstein: Mein besseres Ich. Frankfurt am Main 1993
- Karin Spaink: Krankheit als Schuld?. Reinbek 1994
- F. Springer: Bougainville. München 1996
- Julia Wilkinson: Tibet. München 1990 ISBN 3-7607-3802-8
- Jane Tresidder, Stafford Cliff: Wohnen unter Glas. Wiesbaden 1986 ISBN 3-8043-0163-0
- Jacky Yip: Die Seidenstraße. München 1990 ISBN 3-7607-3801-X
- Douglas Young: Maskenbildnerei und Schminken. Wiesbaden 1988 ISBN 3-7625-2643-5